# Wolseley 32/80
Der Wolseley 32/80 war ein Wagen der Oberklasse, den Wolseley 1929 parallel zum kleineren Achtzylindermodell 21/60 herausbrachte. Es war das Spitzenmodell des Herstellers.
Er hatte einen Achtzylinder-Reihenmotor mit 4022 cm³ Hubraum und obenliegenden Ventilen mit Kipphebeln. Der Wagen wurde auf einem Fahrgestell mit 3581 mm Radstand geliefert. Der viertürige Limousinenaufbau war 4293 mm lang und 1791 mm breit. Die Fahrzeuge erreichten eine Höchstgeschwindigkeit von 112 km/h.
Bereits 1930 wurde das große Achtzylindermodell ersatzlos eingestellt, im Folgejahr folgte auch der kleine Achtzylinder. Niemals wieder sollte Wolseley so große Wagen bauen.